# Kenwood Limited
Kenwood Limited (Kenwood Manufacturing Co. Ltd) е английска компания, производител на кухненска битова техника. Част е от групата De'Longhi от 2001 г. Проектира, създава и продава кухненски уреди, включително стоящи миксери, блендери, месомелачки, електрически кани и тостери.
Компанията е основана от Кенет Майнард Ууд (Kenneth Maynard Wood) през 1947 г. в град Уокинг. Първоначално, той започва производството от гаража си. Неговата цел е да улесни жените в кухнята като създава уреди който спестяват домакинската работа. През 1962 г. фабриката се оказва твърде малка и компанията се мести в Хевънт, което е и настоящият ѝ адрес. На всеки 3 секунди в света се продава поне един уред на Kenwood.

## История

### 1940
Първият продукт на Kenwood е новаторски тостер, създаден от Кенет Ууд, въведен на пазара през 1947, познат като А100. Това е първият по вида си в Европа тостер, който препича филийката от двете страни едновременно.

### 1950 – 1960
Три години по-късно, през 1950 г., първата версия на кухненска машина Kenwood Chef е представена на изложението Ideal Home Exhibition. Машината е разработена да се справя с трудни кухненски задачи и има 3 режима с различна скорост и може да приготвя множество рецепти. Само седмица след като е пусната за продажба в магазин Harrods, цялото количество е изчерпано. През 60-те години Kenwood Chef постига голям успех в световен мащаб.

### 1970 – 1980
Kenwood е първият производител, който представя електронно управление на скоростта, която функция е въведена през 1973 г. През 1979 г. компанията пуска на пазара първия кухненски робот. През 1989 г. компанията открива завод в Китай, за да успее да бъде в крак с нарастващия брой клиенти.

### 1990 – днес
През 1997 г. след краткотрайно боледуване на 81-годишна възраст почива Кенет Ууд. Към днешна дата, компанията има повече от 80 международни дистрибутори.
През 2001 г. италианският конкурентен производител на малки домакински уреди De'Longhi купува Kenwood Limited за около 66,7 млн. щ.д..
През 2009 г., Kenwood представя Cooking Chef, първата кухненска машина с елемент на индукционно загряване, който готви и миксира храната едновременно. Дизайнерът на машината Кенет Грейндж е удостоен със званието рицар бакалавър (knight bachelor) за заслугите му в областта на дизайна през 2013 г.

## Продукти
Продуктите на Kenwood включват следните категории:
- Кухненски машини
- Хранителни и питейни преработватели (Хранителни преработватели, блендери, сокоизстисквачки)
- Закуска (електрически кани, тостери, кафе машини)

Алкохолната ирландска напитка „Baileys“, първо е разработена чрез използването на миксера „Kenwood“. 

## Дизайн и проектиране
Компанията вече е синоним на продукти с високо качество, продължаващо през поколенията. Според BBC, Chef машините продължават да се ползват вече повече от 40 години.